# Національний військовий музей (Нідерланди)
Національний військовий музей (нід. Nationaal Militair Museum, NMM) — музей військової техніки, розташований поблизу міста Сустерберг в Нідерландах.
Офіційне відкриття відбулося 11 грудня 2014 р. за участі короля Віллема-Олександра, для відвідувачів відкритий з 13 грудня 2014 р.
Музей утворено на основі експонатів колишнього Державного музею зброї (Legermuseum) у м. Делфт та Музею військової авіації (Militaire Luchtvaart Museum), що раніше знаходився на цьому місці у Сустерберзі.
Колекція експонатів налічує значну кількість зразків військової техніки різних країн світу, у тому числі часів Першої і Другої світових війн та післявоєнного періоду.

## Галерея

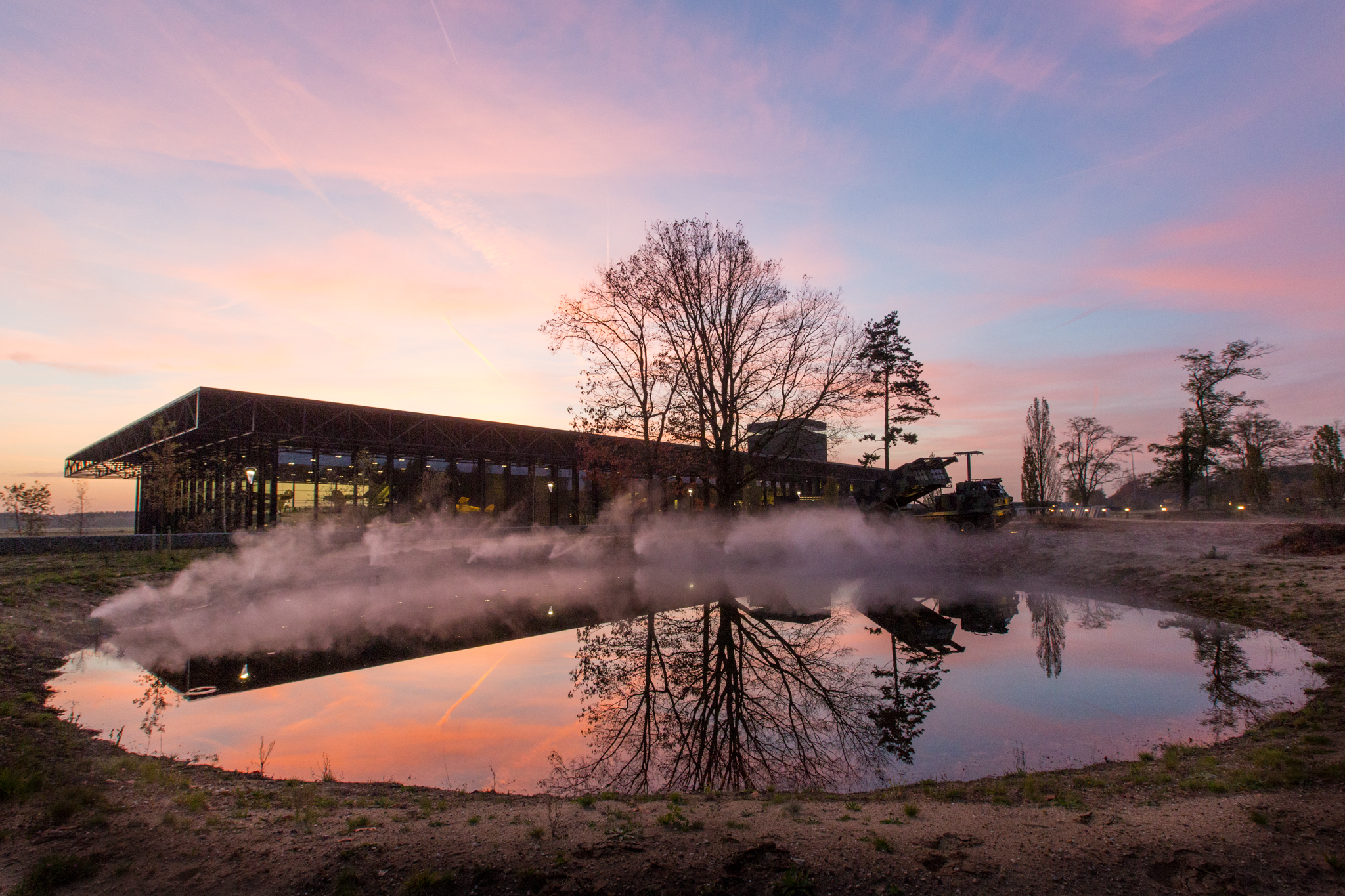
Будівля музею
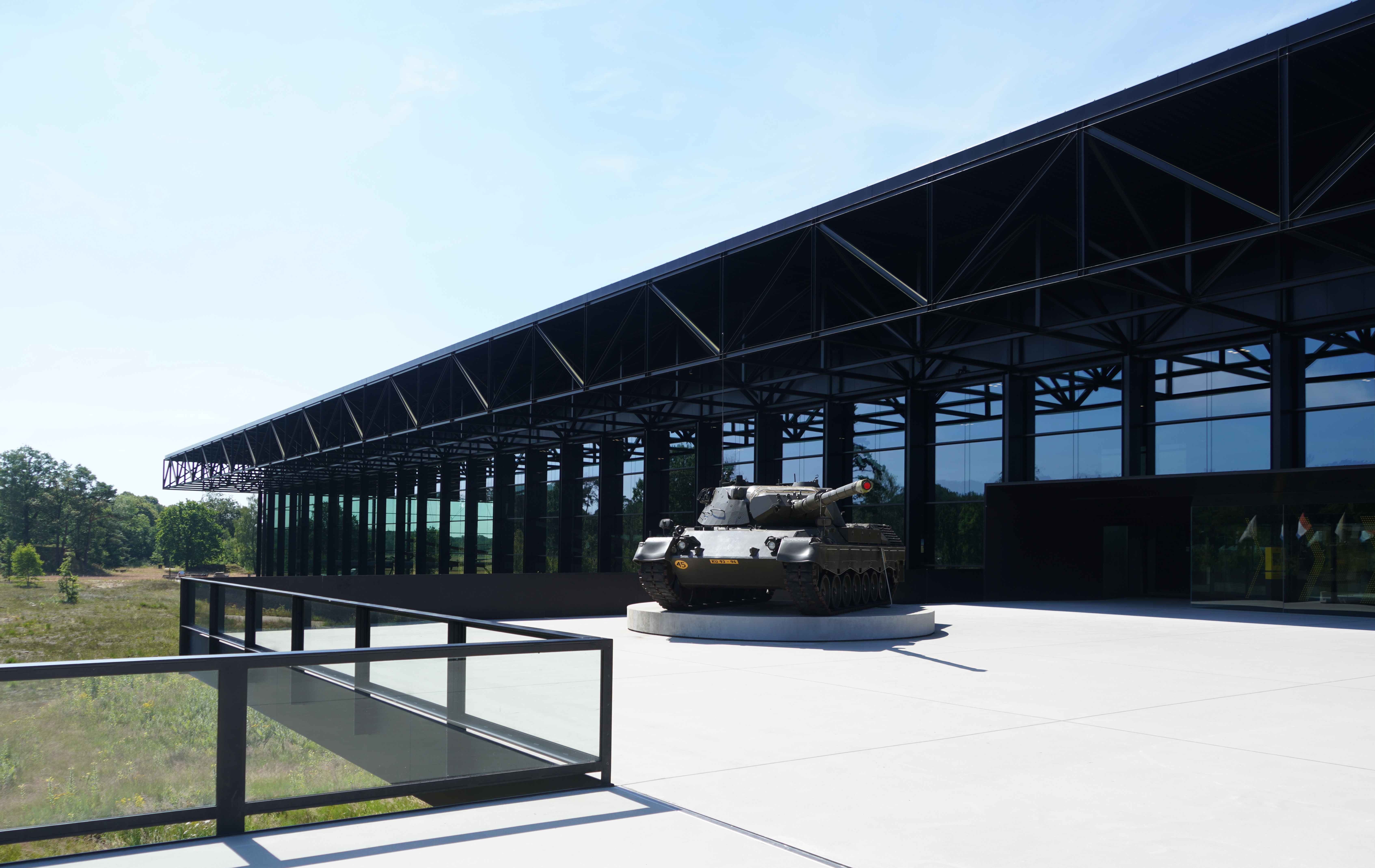
Вхід до музею
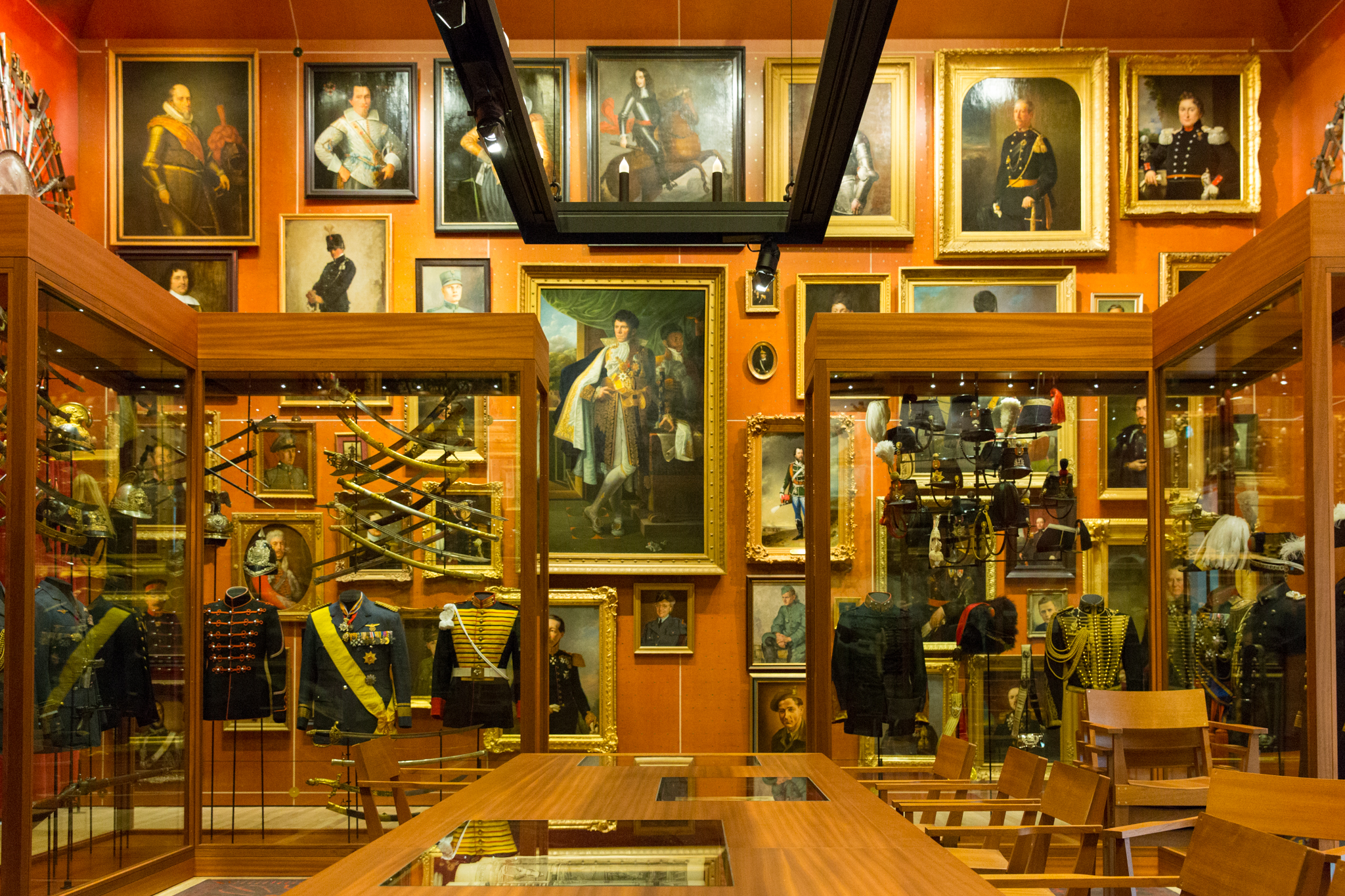
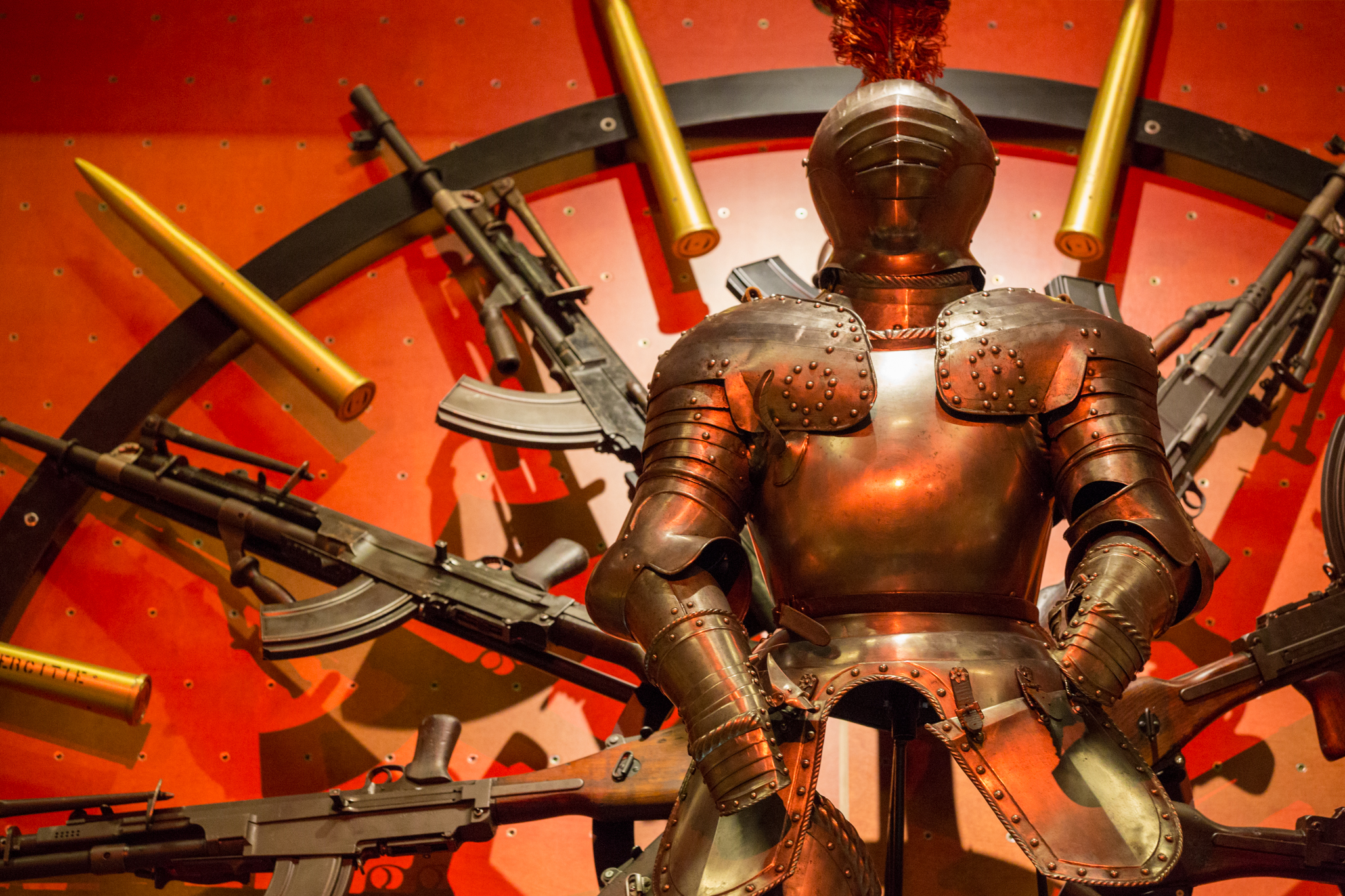
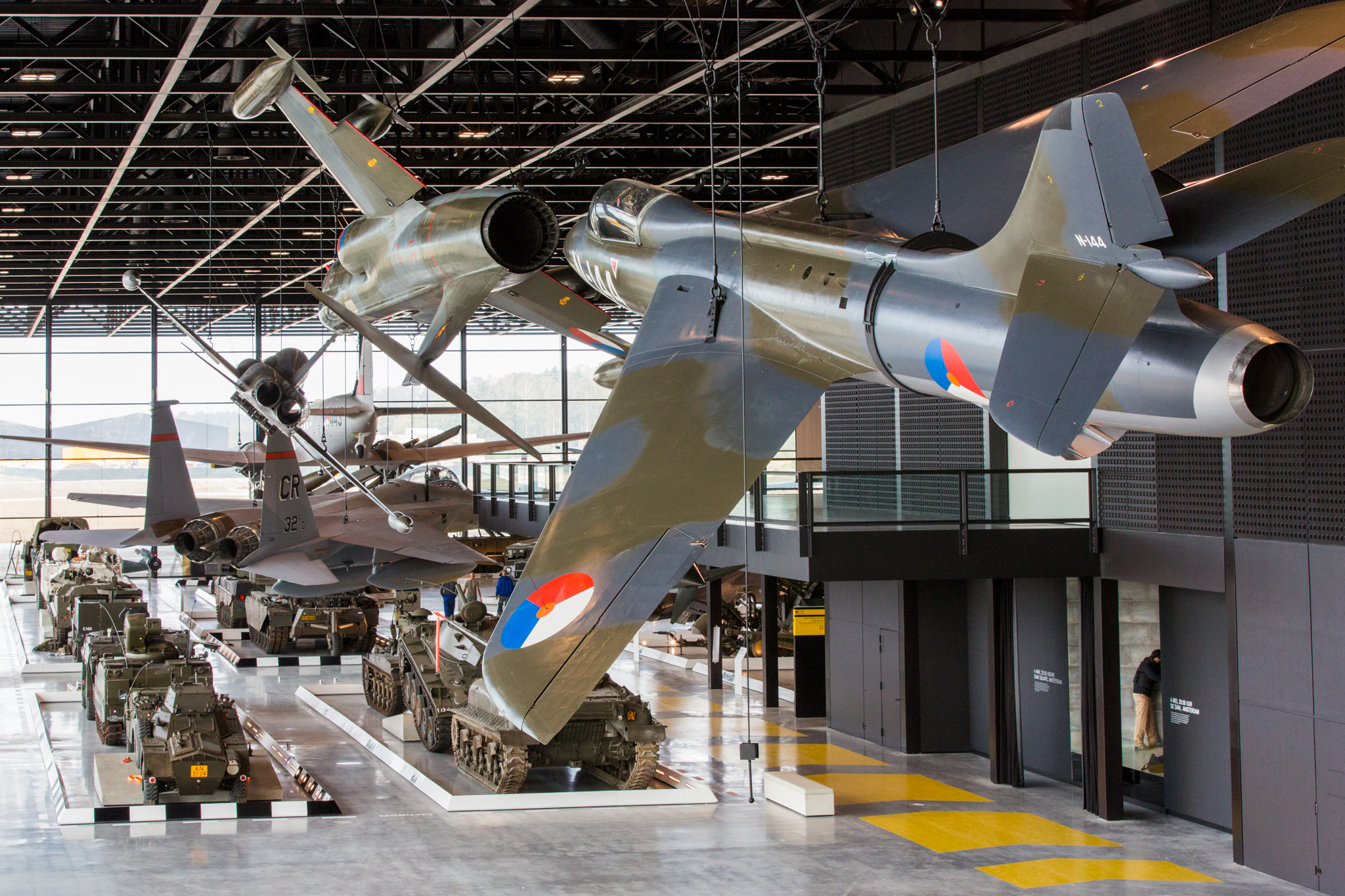
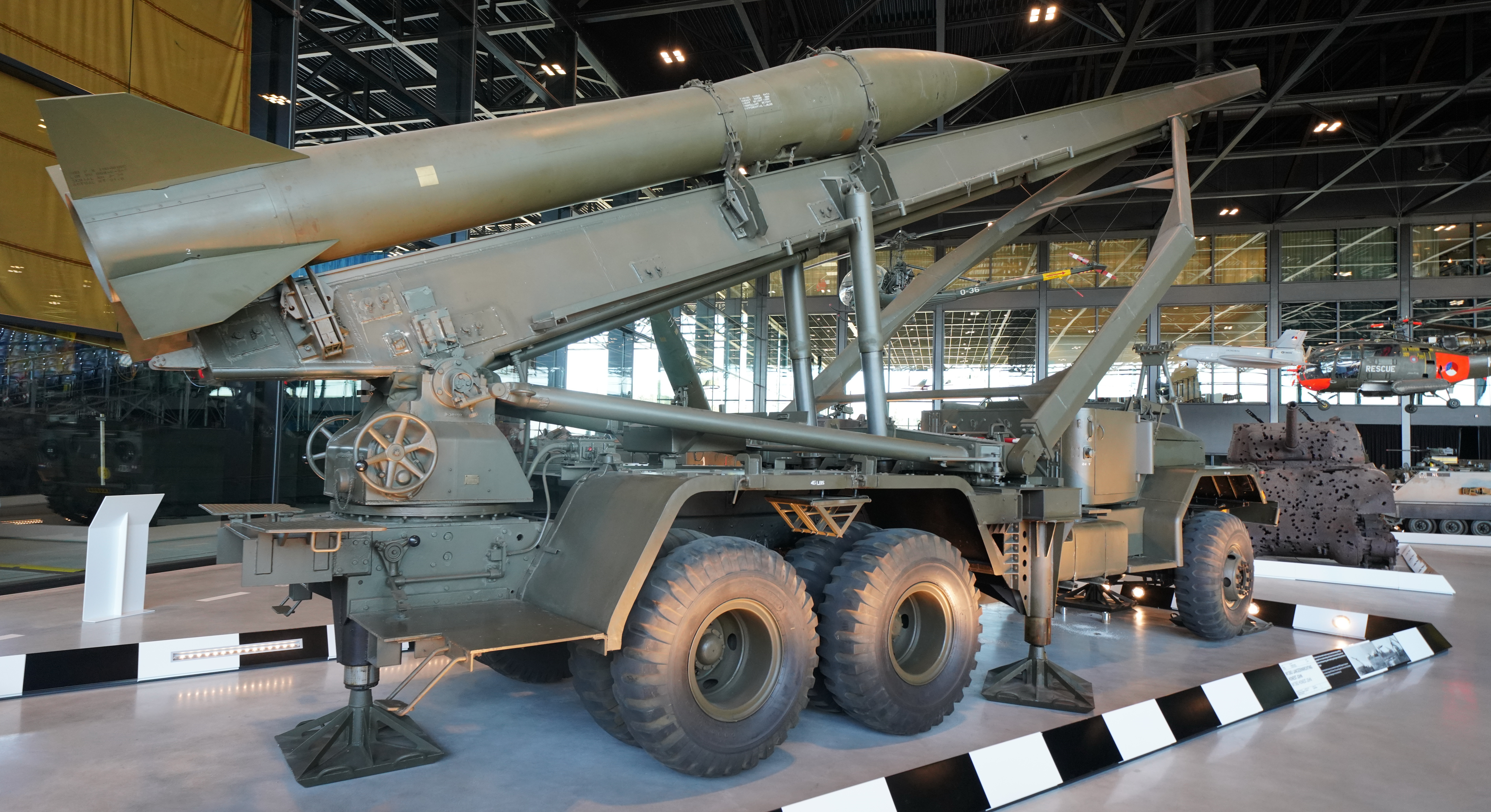
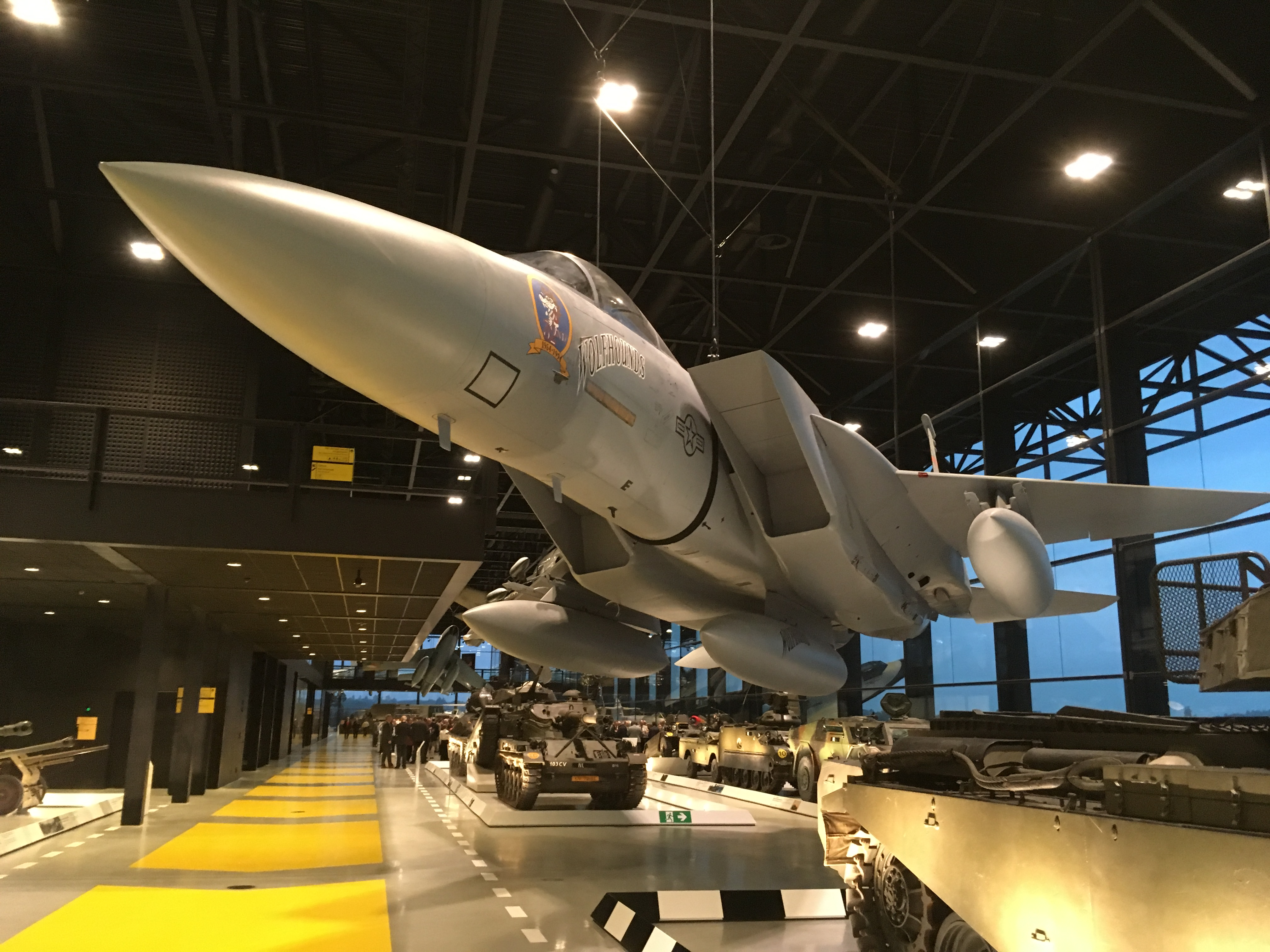
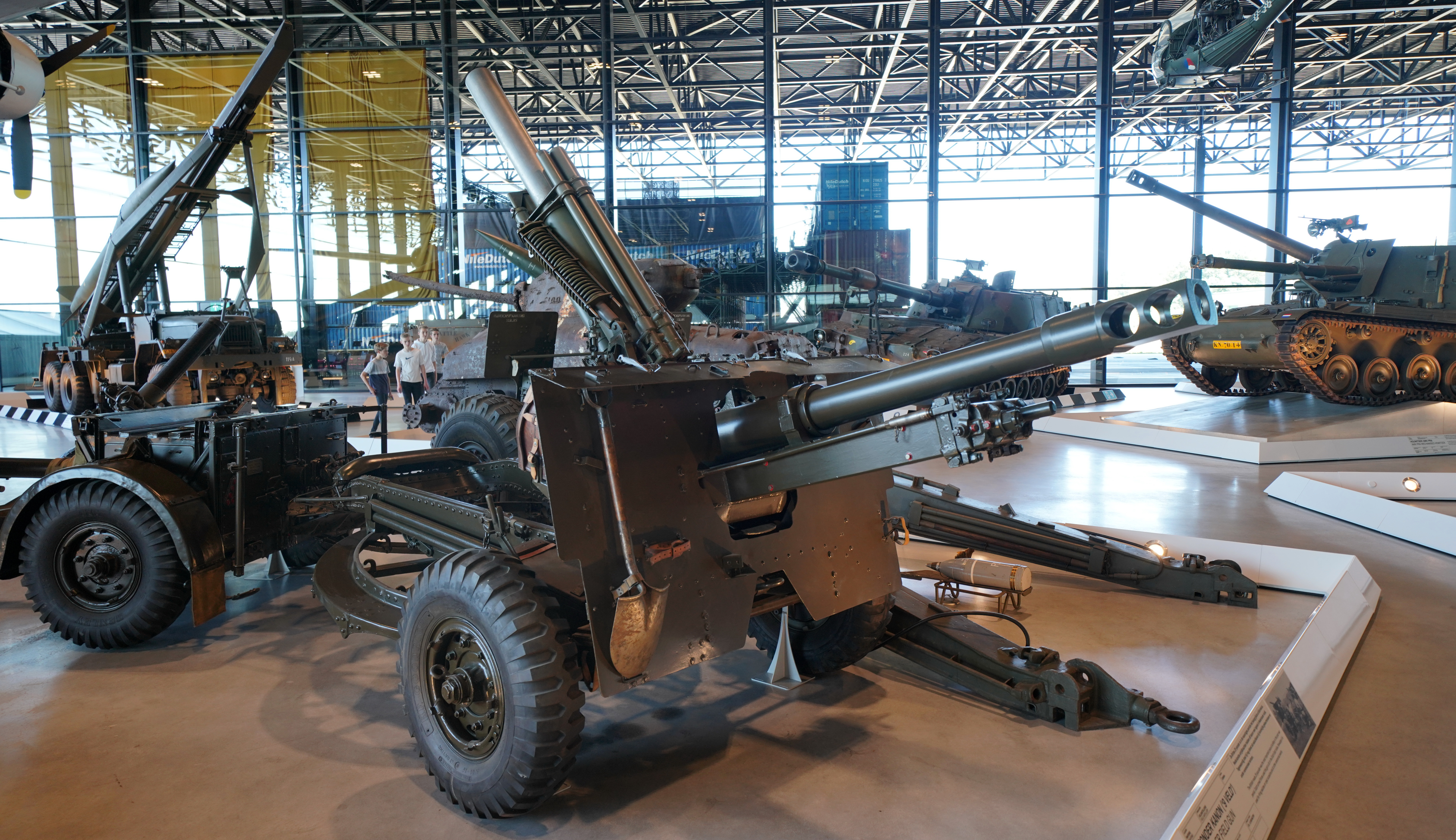
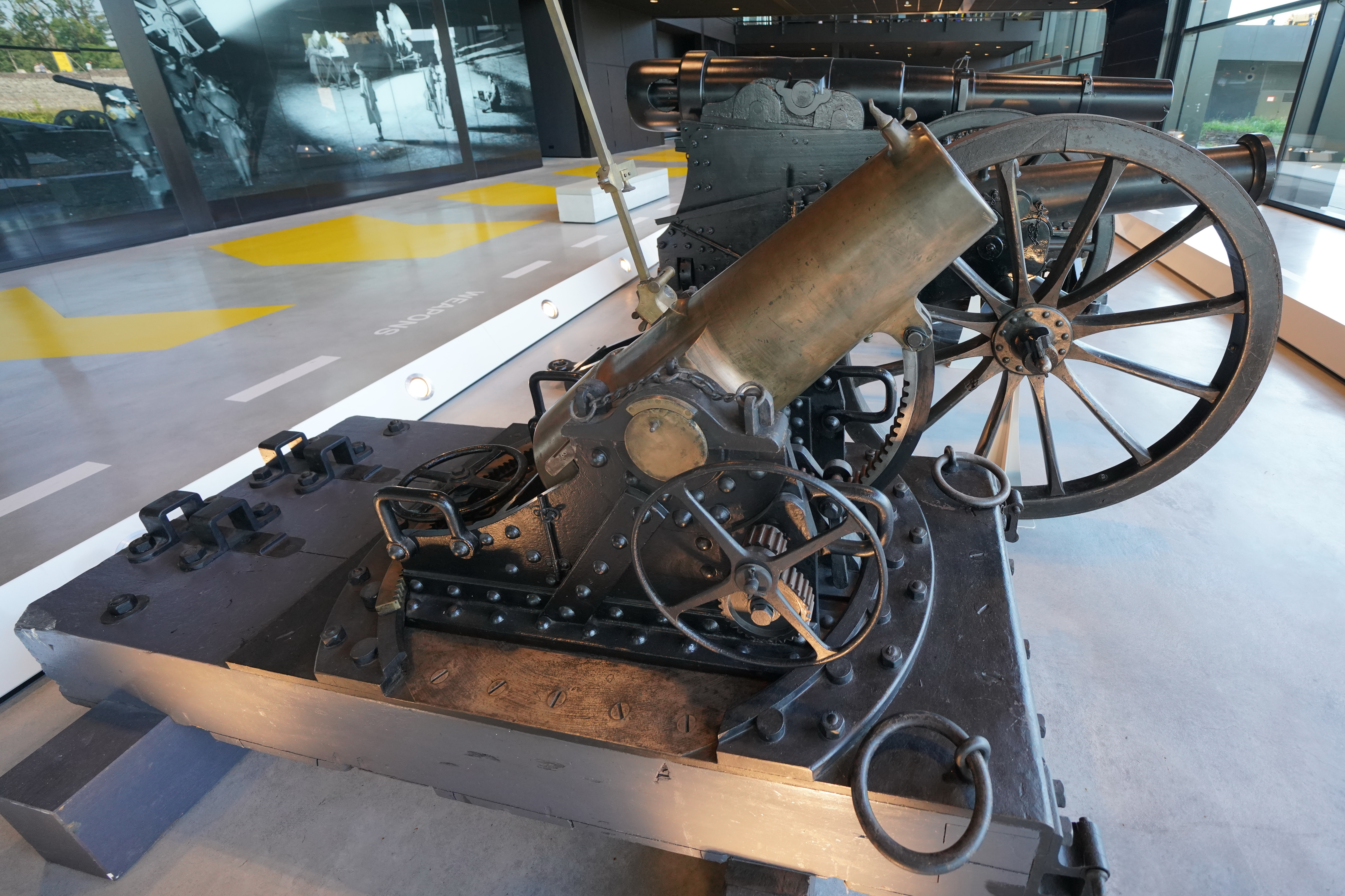